# Gry wojenne (film 2008)
Gry wojenne – polski film dokumentalny o pułkowniku Ryszardzie Kuklińskim z 2008 w reżyserii Dariusza Jabłońskiego.
W lutym 2010 roku został wyemitowany w francusko-niemieckiej stacji telewizyjnej arte.

## Opis
Bohaterem filmu Dariusza Jabłońskiego jest płk. Ryszard Kukliński ps. Jack Strong, który w latach 1971–1981 przekazał dla CIA ponad 40 tys. stron tajnych dokumentów Układu Warszawskiego.
Osoby udzielające wywiadu w filmie (m.in):
- strona komunistyczna
  - Wiktor Kulikow - marszałek Związku Radzieckiego, głównodowodzący wojskami Państw - Stron Układu Warszawskiego
  - Wojciech Jaruzelski - generał, I sekretarz KC PZPR, minister obrony narodowej, prezes Rady Ministrów PRL
  - Jerzy Urban - rzecznik prasowy rządu PRL
  - Współpracownicy Ryszarda Kuklińskiego ze Sztabu Generalnego Wojska Polskiego
- strona amerykańska
  - Tom i Lusille Ryan - małżeństwo agentów CIA w Warszawie, którym pułkownik dostarczał zdobyte materiały
  - oficerowie CIA, analizujący informacje dostarczane przez Kuklińskiego

a także wdowa Joanna Kuklińska.